# Przekleństwo wyspy
Przekleństwo wyspy (oryg. The Weight of Water) film z 2000 roku w reżyserii Kathryn Bigelow na podstawie powieści Anity Shreve.

## Obsada
- Sean Penn – Thomas Janes
- Catherine McCormack – Jean Janes
- Josh Lucas – Rich Janes
- Sarah Polley – Maren Hontvedt
- Elizabeth Hurley – Adaline Gunne
- Ciarán Hinds – Louis Wagner
- Ulrich Thomsen – John Hontvedt
- Anders W. Berthelsen – Evan Christenson
- Katrin Cartlidge – Karen Christenson
- Vinessa Shaw – Anethe Christenson